# Alexander Steinbeis
Alexander Steinbeis (geboren 1974 in München) ist ein deutscher Kultur- und Musikmanager.
Steinbeis wuchs in der Nähe von München auf, machte sein Abitur 1992 auf einem Internat in der englischen Grafschaft Kent und studierte anschließend Management an der London School of Economics and Political Science, sowie an der ESCP Business School in Paris, Oxford und Berlin. Von 1999 bis 2005 arbeitete er in den USA als stellvertretender künstlerischer Betriebsleiter (Dramaturg und Planer) beim Boston Symphony Orchestra und dem Tanglewood-Festival. 2006 übernahm er beim Deutschen Symphonie-Orchester Berlin (DSO) die künstlerische Planung. Von 2007 bis 2020 war er beim DSO Orchesterdirektor. In dieser Funktion arbeitete er eng mit den Chefdirigenten Ingo Metzmacher, Tugan Sokhiev und Robin Ticciati wie mit Ehrendirigent Kent Nagano zusammen. Durch innovative Formate wie Casual Concerts, Symphonic Mob, Notturno-Kammerkonzerte und besondere Projekte mit Akteuren der freien Musikszene wie Trikestra trug er erheblich dazu bei, das DSO zu einem der innovativsten Spitzenklangkörper Europas zu machen.
2021 übernahm er als Intendant die Leitung des Festivals Kissinger Sommer ab dem Veranstaltungsjahr 2022. Damit verbunden ist auch die Leitung des Klavierwettbewerbs Kissinger Klavierolymp ab 2021.